# Mistrovství Evropy v zápasu řecko-římském 1924
Neoficiální mistrovství Evropy v zápasu řecko-římském 1924 se konalo v Neunkirchenu, Sárské teritorium.

## Výsledky

### Muži
| Kategorie | Zlato            | Stříbro          | Bronz             |
| --------- | ---------------- | ---------------- | ----------------- |
| 55 kg     | Georg Gerstäcker | Jakob Erbelding  | Albert Reidenbach |
| 58 kg     | Walter Huck      | Artur Zirkel     | Heinrich Zehmer   |
| 62 kg     | Karl Völklein    | Gustav Haber     | Georg Schunk      |
| 67,5 kg   | Hermann Baruch   | Robert Blech     | Robert Hoffmann   |
| 75 kg     | Friedrich Bräun  | Heinrich Stiefel | Julius Conter     |
| 82,5 kg   | Emil Bräuer      | Julius Baruch    | Jakob Bohrer      |
| +82,5 kg  | Ferdinand Muss   | Karl Rostock     | Willi Presper     |